# Моувил
Моувил (на английски: Moville; на ирландски: Magh Bhille или Bun an Phobail) е град в северната част на Ирландия, графство Донигал на провинция Ълстър. Разположен е на полуостров Инишоуен по северния бряг на езерото Фойл на около 6 km от границата със Северна Ирландия, която е на срещуположния бряг на езерото. Разстоянието по шосе до североирландската граница е 20 km. Населението на града е 1427 жители от преброяването през 2006 г. 